# Sielsowiet Padhorje
Sielsowiet Padhorje (biał. Падгор’еўскі сельсавет, ros. Подгорьевский сельсовет; do 2017 sielsowiet Niadaszawa, biał. Нядашаўскі сельсавет, ros. Недашевский сельсовет) – sielsowiet na Białorusi, w obwodzie mohylewskim, w rejonie mohylewskim, z siedzibą w Padhorju.
Według spisu z 2009 sielsowiet Niadaszawa zamieszkiwało 1514 osób, w tym 1426 Białorusinów (94,19%), 69 Rosjan (4,56%), 14 Ukraińców (0,92%), 3 Mołdawian (0,20%) i 2 osoby innych narodowości.

## Historia
30 listopada 2016 przeniesiono siedzibę władz sielsowietu z Niadaszawy 1 do Padhorjego. 16 marca 2017 nastąpiła zmiana nazwy sielsowietu.

## Miejscowości
- wsie:
  - Amchawaja 1
  - Amchawaja 2
  - Bystryk
  - Dary
  - Dubinka 1
  - Dubinka 2
  - Halani 1
  - Halani 2
  - Kniazieuka
  - Niadaszawa 1
  - Niadaszawa 2
  - Padhorje
  - Piatrowiczy
  - Sidarauka
  - Stużyca
  - Zapruddzie
  - Zimnica